# Будилів (Коломийський район)
Буди́лів — село в Україні, у Снятинській міській громаді Коломийського району Івано-Франківської області. 
Відповідно до Розпорядження Кабінету Міністрів України від 12 червня 2020 року № 714-р «Про визначення адміністративних центрів та затвердження територій територіальних громад Івано-Франківської області» увійшло до складу Снятинської міської громади.

## Географія
Розташоване поблизу річки Прут.

## Історія
Історична дата утворення — в 1490 році.
17.10.1954 облвиконком рішенням № 744 передав у Снятинському районі хутір Малі Микулинці з Будилівської сільської ради до Потічківської сільської ради.

### Церква
Церква Архистратига Михаїла побудована громадою 1862—1864 рр. Зараз належить до Снятинського благочиння Івано-Франківсько-Галицької єпархії ПЦУ, настоятель —  протоієрей Іван Лазаренко.

## Населення

### Мова
Розподіл населення за рідною мовою за даними перепису 2001 року:
| Мова            | Кількість | Відсоток |
| --------------- | --------- | -------- |
| українська      | 1183      | 99.08%   |
| російська       | 6         | 0.50%    |
| білоруська      | 2         | 0.17%    |
| інші/не вказали | 3         | 0.25%    |
| Усього          | 1194      | 100%     |